# Carla Calò
Carla Calò (* 21. September 1926 in Palermo; † 29. Dezember 2019 in  Forano) war eine italienische Schauspielerin.

## Leben
Calò begann 1948 in Il berretto a sonagli unter der Regie von Luigi Squarzina mit der Theaterarbeit, die sie ab dem Folgejahr mit Filmrollen mischte. Dabei war sie in den ersten Jahren ihrer Karriere auch in Hauptrollen zu sehen; so spielte sie neben Totò in Totò le Moko. Im Laufe der Zeit spezialisierte sie sich jedoch auf substantielle Nebenrollen und kam so zu einer großen Anzahl interessanter Filme aller Genres, vom Abenteuer- über den mythologischen Film bis zu Western und „Sexy Comedies“. Gelegentlich arbeitete Calò, die oftmals das Pseudonym Carrol Brown erhielt, auch für das Fernsehen. Im Theater spielte sie hauptsächlich in Dialektstücken und Revuen.
Später in ihrer Karriere wandte sich Calò auch dem Schauspielunterricht und der Inszenierung von Stücken mit der Theatergruppe „Il Vaso di Pandora“ zu.
Sie starb am 29. Dezember 2019 in Forano im Alter von 93 Jahren.

## Filmografie (Auswahl)
- 1949: Totò le Moko
- 1953: Der Tempelschatz von Bengalen (Il tesoro del Bengala)
- 1958: Rebell ohne Gnade (Capitan Fuoco)
- 1959: Herkules, der Schrecken der Hunnen (Il terrore dei barbari)
- 1960: Die Rache des Herkules (La vendetta di Ercole)
- 1961: Maciste besiegt die Feuerteufel (Il trionfo di Maciste)
- 1962: Zorros Heimkehr und Rache (Zorro alla corte di Spagna)
- 1964: Der größte Sieg des Herkules (Ercole l'invinvibile)
- 1964: I magnifici Brutos del West
- 1964: Ein Toter hing am Glockenseil (La cripta e l’incubo)
- 1965: Il piombo e la carne
- 1965: Die Rückkehr des Gefürchteten (Erik il vichingo)
- 1966: Agent 505 – Todesfalle Beirut
- 1966: Django – Die Geier stehen Schlange (7 Dollari sul rosso)
- 1966: Gern hab ich die Frauen gekillt (Spie contro il mondo)
- 1966: Sartana (Mille dollari sul nero)
- 1966: Die Trampler (Gli uomini dal passo pesante)
- 1972: Tedeum – Jeder Hieb ein Prankenschlag (Tedeum)